# Palais épiscopal de Coutances
Le palais épiscopal de Coutances ou palais de l'évêché de Coutances est l'actuelle résidence des évêques de Coutances et Avranches, en France.

## Localisation
Le palais épiscopal est situé dans le département français de la Manche, sur la commune de Coutances, près de l'abside de la cathédrale.

## Historique
Construit par l'évêque Jacques Le Febvre du Quesnoy avec sa fortune personnelle, il possédait des jardins aujourd'hui publics. L'évêque Joseph Guérard en est chassé lors de la Séparation, il est transformé en caserne militaire et héberge des réfugiés belges durant la Première guerre mondiale. L'évêque Théophile-Marie Louvard le rachète en 1923. Il est resté depuis lors la résidence des évêques de Coutances et Avranches.
Incendié en 1944, il n'en reste plus d'origine que les murs. Il a été restauré extérieurement à l'identique de 1948 à 1950 et redécoré intérieurement avec des éléments provenant du démantèlement de l'ancien château de There au Hommet d'Arthenay (actuel Lycée Agricole de There).